# Grunewald
Grunewald, Berlin-Grunewald – dzielnica (Ortsteil) Berlina w okręgu administracyjnym Charlottenburg-Wilmersdorf. Od roku 1920 w granicach miasta. Jedna z najbogatszych dzielnic Berlina.
W dzielnicy znajduje się Grunewaldturm. Ponad dziesięć krajów, w tym Polska, ma tu swoje ambasady, a dziewięcioro ambasadorów ma tutaj swoje prywatne rezydencje.
Berlin-Grunewald to stacja kolejowa w dzielnicy.